# Wilson-Conococheague, Maryland
Wilson-Conococheague, Maryland (енгл. Wilson-Conococheague) насељено је место без административног статуса у америчкој савезној држави Мериленд.

## Демографија
По попису из 2010. године број становника је 2.282, што је 397 (21,1%) становника више него 2000. године.
| Група             | 2000.         | 2010.         |
| Белци             | 1.838 (97,5%) | 2.123 (93,0%) |
| Афроамериканци    | 20 (1,1%)     | 57 (2,5%)     |
| Азијати           | 8 (0,4%)      | 17 (0,7%)     |
| Хиспаноамериканци | 11 (0,6%)     | 55 (2,4%)     |
| Укупно            | 1.885         | 2.282         |